# Werauhia notata
Werauhia notata là một loài thuộc chi Werauhia. Đây là loài đặc hữu của Costa Rica.